# Provinces du Burundi
La province est au Burundi la division administrative de 1er niveau. Chacune d'entre elles comprend des communes qui elles-mêmes comprennent des collines.

## Historique
A l'indépendance, la constitution de 1962 institue huit provinces (Bubanza, Bukirasazi, Bururi, Gitega, Muramvya, Muyinga, Ngozi, and Ruyigi). Leur nombre passe par la suite à seize.
En 2000, la province de Bujumbura est scindée en Province de Bujumbura Mairie et Province de Bujumbura rural, puis est créée en 2015 la Province de Rumonge à partir de territoires des provinces de Bujumbura rural et de Bururi.
Une réforme territoriale réduit en 2025 le nombre de Provinces de 18 à 5, et le nombre de communes de 119 à 42,

## Provinces actuelles
Les provinces actuelles sont Bujumbura, Butanyerera, Buhumuza, Gitega et Burunga

## Anciennes provinces

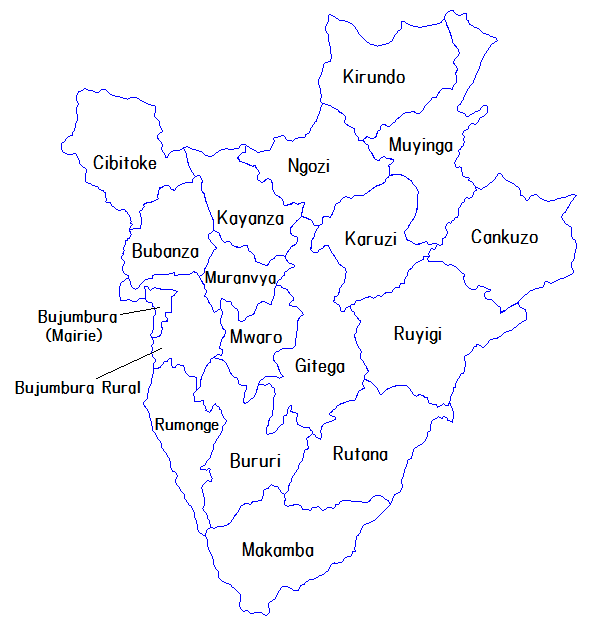
Provinces du Burundi

La liste des provinces est la suivante : 
- Province de Bubanza ;
- Province de Bujumbura Mairie ;
- Province de Bujumbura  ;
- Province de Bururi ;
- Province de Cankuzo ;
- Province de Cibitoke ;
- Province de Gitega ;
- Province de Karuzi ;
- Province de Kayanza ;
- Province de Kirundo ;
- Province de Makamba ;
- Province de Muramvya ;
- Province de Muyinga ;
- Province de Mwaro ;
- Province de Ngozi ;
- Province de Rumonge ;
- Province de Rutana ;
- Province de Ruyigi.